# Christian Dorda
Christian Dorda (Mönchengladbach, 6 december 1988) is een Duits-Pools voetballer die als verdediger speelt. 

## Clubcarrière
Dorda debuteerde in het betaald voetbal bij Borussia Mönchengladbach, maar een doorbraak in het eerste elftal bleef uit. Ook bij SpVgg Greuther Fürth lukte dat niet. In het seizoen 2012/2013 speelde hij tot eind januari voor Heracles Almelo. In januari 2014 tekende Dorda een contract bij FC Utrecht. Dat liet hem in augustus 2014 gaan omdat er weinig perspectief op speelminuten voor hem was. Hij tekende diezelfde maand nog een tweejarig contract bij KVC Westerlo, dat hem transfervrij inlijfde. Hij tekende in juni 2015 een contract tot medio 2015 bij Hansa Rostock, op dat moment actief in de 3. Liga. In 2017 ging hij naar KFC Uerdingen 05